# Аркбутан
Аркбутаните (от френски: arc-boutant, „дъгов контрафорс“) са вид контрафорси с олекотена конструкция, включваща масивен стълб и дъга, свързваща го с горния край на укрепваната стена.
Те има обичайната функция на контрафорсите – да предават към основите насочените навън напречни сили върху стената, обикновено идващи от сводова покривна конструкция. За разлика от масивните контрафорси аркбутаните оставят свободно пространство между укрепваната конструкция и фундаментите си. Те започват да се използват през Късната античност, но по-късно се превръщат в един от характерните елементи на готическата архитектура.